# Утяганово (Абзеліловський район)
Утяга́ново (рос. Утяганово, башк. Үтәгән) — присілок у складі Абзеліловського району Башкортостану, Росія. Входить до складу Амангільдінської сільської ради.
Населення — 447 осіб (2010; 428 в 2002).
Національний склад:
- башкири — 99%